# 群 (軍事)
群（ぐん、英語：group）は、近代陸軍の編制の単位の一つ。軍種によって規模、構成などは様々である。
アメリカ合衆国軍での group とは、
1. 複数の大隊から成る戦闘部隊または支援部隊。
2. 特定の任務を命ぜられた部隊内の一組織、複数の航空機または艦船をもって構成。

とアメリカ国防総省用語で定義されている。

## 陸上自衛隊

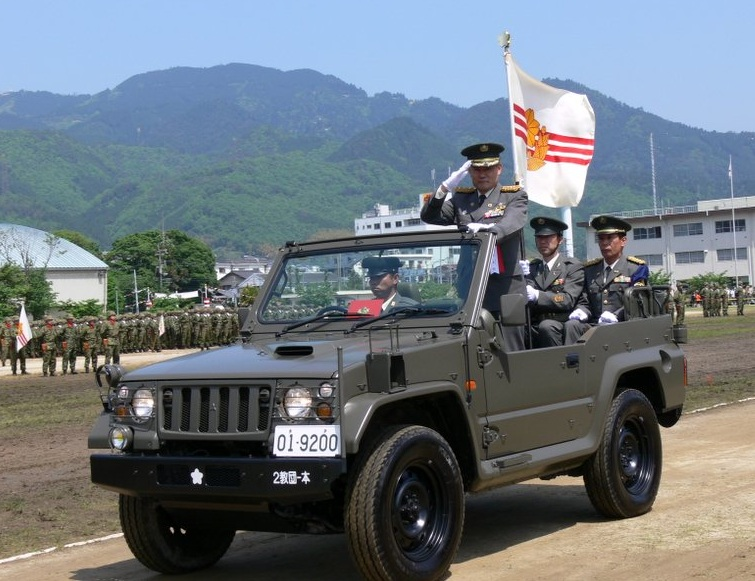
群旗、群に授与。帽章に3本の線が入っており、一般的には群だけでなく人員規模が小隊規模の隊編成であっても指揮官が1佐であれば授与される

陸上自衛隊では、連隊より小さく、大隊より大きい単位である。一般に、複数個大隊または中隊からなり、連隊が固定的な編成であるのに対し、群は要求に応じて部隊規模が膨張・縮小出来る融通性に富む編成となっている。群が複数集まって団を構成する（システム通信団の前身が「固定通信群」だった）。指揮官である群長は1等陸佐が充てられる。
また、自衛隊イラク派遣でイラク領内に派遣された陸上部隊は防衛庁長官（当時）の直轄部隊であったが規模が複数の中隊を保有し1佐が指揮官である点、直轄部隊であり連隊に準じた編成を持つことなどからイラク復興支援群と称した。
基本的に陸上総隊司令官直轄部隊、もしくは方面総監直轄部隊として運用されている（ただし、有事の際は隷下部隊が必要に応じて師団（旅団）長もしくは師団等隷下部隊長の指揮下で運用される場合もあるほか、災害派遣時は派遣先の当該師団（旅団）長の指揮下で運用される場合もある）。
| 名称                  | 隷下部隊編制                                                      | 備考                  |
| --------------------- | ----------------------------------------------------------------- | --------------------- |
| 第1特科群             | 2個特科大隊                                                       | 第1特科団隷下         |
| 高射特科群            | 2 - 4個高射中隊                                                   | 各方面隊に1 - 2個     |
| 施設群                | 3個施設中隊 水際障害中隊                                          | 施設団隷下            |
| 第1輸送ヘリコプター群 | 4個飛行隊                                                         | 第1ヘリコプター団隷下 |
| システム通信群        | 1個基地システム通信大隊 1個指揮所通信大隊 1個中枢交換通信（中）隊 | 各方面隊隷下          |
| 中央野外通信群        | 1個搬送通信大隊 1個通信運用中隊                                   | システム通信団隷下    |
| 特殊作戦群            | 3個中隊                                                           | 陸上総隊隷下          |

### 廃止された部隊
- 普通科群（習志野駐屯地）第1空挺団：2004年（平成16年）3月28日付で廃止。
- 第1混成群（那覇駐屯地）第1混成団：2010年（平成22年）3月25日付で廃止。
- 第1戦車群（北恵庭駐屯地）北部方面隊直轄：2014年（平成26年）3月26日付で廃止。
- 第4特科群（上富良野駐屯地）第1特科団：2024年（令和6年）3月20日で廃止。

## 海上自衛隊
海上自衛隊における群は、艦隊より小さく、隊より大きい単位であり、FlotillaやCommandに相当する。一般に、いくつかの隊 - Division からなり、群が複数集まって艦隊または集団を構成する。陸上自衛隊や航空自衛隊の団に相当し、指揮官である群司令は海将補または1等海佐が充てられる。
例として、護衛艦隊は4個護衛隊群等からなり、各護衛隊群は2個護衛隊からなる。例外としては掃海隊群があり、Forceとされていることから群規模でありながら護衛艦、航空集団および潜水艦隊と同列の自衛艦隊内のタイプ管理部隊の扱いとなっている。
海上自衛隊における群には、以下のようなものがある。
- 護衛隊群 (Escort Flotilla)：護衛艦隊の隷下部隊
- 海上訓練指導隊群 (Fleet Training Command)：護衛艦隊の隷下部隊
- 航空群 (Fleet Air Wing)：航空集団の隷下部隊
- 潜水隊群 (Submarine Flotilla)：潜水艦隊の隷下部隊
- 掃海隊群 (Mine Warfare Force)：自衛艦隊の隷下部隊
- 艦隊情報群 (Fleet Intelligence Command)：自衛艦隊の隷下部隊
- 海洋業務・対潜支援群 (Oceanography ASW Support Command)：自衛艦隊の隷下部隊
- 開発隊群 (Fleet Research and Development Command)：自衛艦隊の隷下部隊
- 教育航空群 (Air Training Group)：教育航空集団の隷下部隊
- システム通信隊群 (Communications Command)：防衛大臣直轄部隊

## 航空自衛隊
航空自衛隊では、団より小さく、隊より大きい単位である。一般にいくつかの隊からなり、群が複数集まって団を構成する。指揮官である群司令（陸自と違って「長」ではない）は1等空佐または2等空佐が充てられる。
例として、航空団は飛行群や整備補給群などからなり、飛行群は2個飛行隊などからなる。なお、航空自衛隊の場合、航空教育隊（2個教育群等からなる。）など、名称は隊だが団と同等の編成もある。